# Stereocaulaceae
Famille
Les Stereocaulaceae sont une famille de champignons ascomycètes, tous lichénisés. Selon le nombre d'espèces reconnues dans le genre Lepraria, la famille, représentée dans toutes les parties du monde, compte actuellement entre 200 et près de 230 espèces regroupées en 5 genres.

## Liste des genres
Selon Outline of Ascomycota—2009 :
- Hertelidea
- Lepraria
- Stereocaulon
- Squamarina
- Xyleborus